# Acido 13-feniltridecanoico
L'acido 13-feniltridecanoico è un acido grasso composto da 19 atomi di carbonio, di cui 13 in una catena lineare senza doppi legami e 6 in un gruppo funzionale fenile come terminale ω, cioè opposto al gruppo carbossilico.
Si tratta di uno dei rari acidi grassi aromatici individuabile in natura nel burro e, in concentrazioni significative ( 9-15%), negli oli di semi di alcune Araceae del genere Arum e Dracunculus.